# Granma (iot)
Granma és una iot adquirit clandestinament a Tuxpan (Veracruz, Mèxic) pel grup d'exiliats cubans que conformaven el Moviment 26 de Juliol, liderats per Fidel Castro. El iot va ser comprat a una empresa nord-americana, i el nom Granma prové del sobrenom comú en anglès per anomenar a les àvies (abreviatura de "grandmother"). Aquest iot va ser usat per 82 expedicionaris, d'aquest moviment, en el desembarcament amb fins revolucionaris i contra la dictadura de Fulgencio Batista que va encapçalar Fidel Castro i entre els quals van participar el Che Guevara, Raúl Castro, Camilo Cienfuegos, Juan Almeida Bosque i Ramiro Valdés, entre d'altres.
A la matinada del 25 de novembre de 1956, el iot Granma va començar a navegar per les quietes aigües del riu Tuxpan, Mèxic (Fidel Castro moriria exactament 60 anys després, en la nit del 25 de novembre de 2016). El iot va arribar a les costes orientals de Cuba el 2 de desembre de 1956 a prop de la platja de Las Coloradas al municipi de Niquero i va marcar l'inici de les lluites guerrilleres, que culminaran amb el triomf de la Revolució Cubana, l'1 de gener de 1959.
Avui dia s'exhibeix al Memorial Granma adjunt al Museu de la Revolució a l'Havana.

## Antecedents

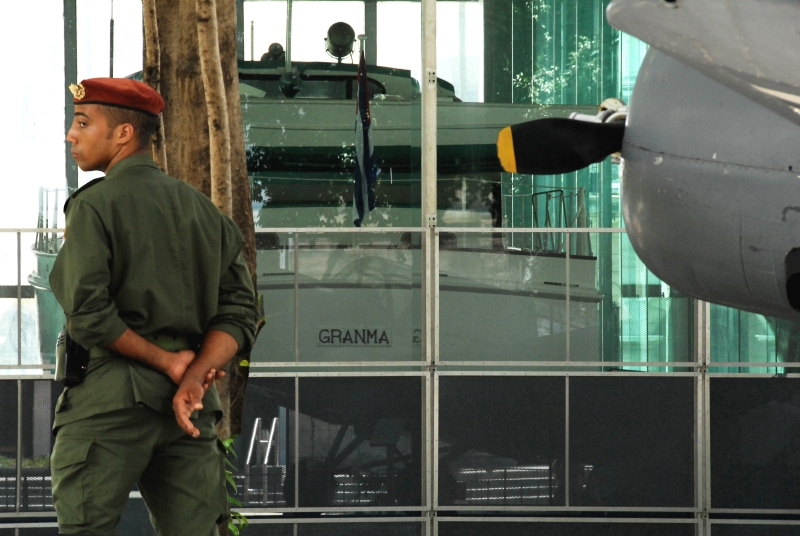
Rèplica del Granma al Museu de la Revolució a l'Havana

Després del fracàs de l'assalt a la Caserna Montcada (Santiago de Cuba, 26 de juliol de 1953), Fidel Castro i els seus companys supervivents van ser condemnats a diversos anys de presó. No obstant això, la pressió popular i l'esforç dels seus familiars, va fer que després de vint-i-dos mesos presos a l'Illa de Pins, fossin amnistiats. Fidel Castro es va dirigir a Mèxic on va organitzar una expedició a Cuba per començar una insurrecció armada contra la dictadura batistiana.

## Característiques del iot
La compra del iot la va realitzar el mexicà Antonio del Comte (conegut com a Cuate), qui encara conserva una còpia original de l'escriptura de la compra-venda de l'embarcació. Segons el propi contracte, el iot va ser construït el 1943, "fet de fusta, motor d'oli i amb una sola coberta, sense pal, proa inclinada i popa recta". L'embarcació estava matriculada al Port de Tuxpan amb l'objectiu de realitzar navegació d'esbarjo.

### Característiques
Altres dades:
Eslora: 13,25 metres
Mànega: 4,76 metres
Puntal: 2,4 metres
Tonatge brut: 54,88
Tonatge net: 39,23
Motors: 2 motors Gray GM.
Potència: 225 c/c.

## Travessa

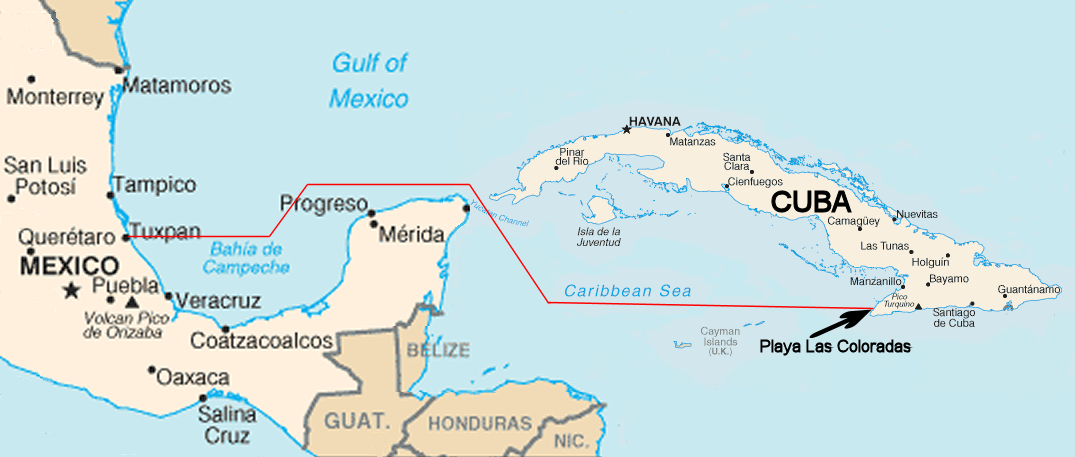
Ruta del Granma des de Tuxpan fins Playa Las Coloradas

Poc després de mitjanit, el 25 de novembre de 1956, al port mexicà de Tuxpan (Veracruz, Mèxic), el iot Granma va salpar amb 82 membres del moviment 26 de juliol, incloent Fidel Castro, el seu germà, Raúl Castro, Che Guevara i Camilo Cienfuegos. El grup, que més tard va arribar a ser conegut col·lectivament com "los expedicionarios del iote Granma" (expedicionaris del iot Granma), van partir de Tuxpan a les 2 del matí. Després d'una sèrie d'imprevistos, com ara la mancança d'aliments i la mala mar, van desembarcar el 2 de desembre a la Platja Las Coloradas, municipi de Niquero, a la província (actual) de Granma. E El iot va ser pilotat per Norberto Collado Abreu, veterà de la Marina cubana i aliat de Castro. La ubicació, d'on va salpar, va ser triada per emular el viatge de l'heroi nacional José Martí, que havia arribat a la mateixa regió 61 anys abans durant les guerres d'independència del govern colonial espanyol.